# Hippolytus Anthony Kunnunkal
Hippolytus Anthony Kunnunkal OFMCap (* 14. März 1921 in Alappuzha, Kerala; † 9. August 2008 in  Bharananganam, Kerala) war ein indischer römisch-katholischer Ordensgeistlicher und Bischof von Jammu-Srinagar.

## Leben
Hippolytus Anthony Kunnunkal trat der Ordensgemeinschaft der Kapuziner bei und empfing am 11. April 1951 die Priesterweihe in Rom, wo er auch promoviert wurde. Am 11. November 1978 wurde er zum Apostolischen Präfekten von Jammu und Kashmir bestellt. Am 10. März 1986 ernannte ihn Papst Johannes Paul II. mit der Erhebung der Präfektur zum Bistum Jammu-Srinagar zu dessen erstem Diözesanbischof. Die Bischofsweihe spendete ihm der Präfekt der Kongregation für die Evangelisierung der Völker, Jozef Kardinal Tomko, am 29. Juni desselben Jahres; Mitkonsekratoren waren der Erzbischof von Cardiff, John Aloysius Ward OFMCap, und Bischof Cornelius de Wit MHM, Prälat der Territorialprälatur San Jose de Antique. Am 3. April 1998 nahm Papst Johannes Paul II. seine altersbedingten Rücktritt an.